# London Town (chanson)
 (janvier 2018).
Si vous disposez d'ouvrages ou d'articles de référence ou si vous connaissez des sites web de qualité traitant du thème abordé ici, merci de compléter l'article en donnant les références utiles à sa vérifiabilité et en les liant à la section « Notes et références ».
Singles de Paul McCartney et les Wings
I've Had Enough
(1978) Goodnight Tonight
(1979)
Pistes de London Town
Cafe on the Left Bank
London Town est une chanson de Paul McCartney et les Wings parue en ouverture de leur album du même nom en 1978. Inspirée par le climat londonien, il s'agit d'une des cinq compositions cosignées entre McCartney et Denny Laine sur l'album.
En août 1978, elle devient le troisième single issu de l'album, mais ne connaît qu'un succès mitigé en atteignant une faible soixantième place au Royaume-Uni, et la 39e place des charts américaines.